# 高瑁
高瑁（1467年—？年），字廷用，南直隶淮安府睢寧縣人，明朝政治人物。

## 生平
治《詩經》，行三，由國子生中式弘治十七年（1504年）甲子科應天府鄉試第八十七名舉人，正德三年（1508年）戊辰科會試第一百三十七名，第三甲第一百十五名進士。授户部主事，管理徐州倉。升户部署员外郎，十一年（1516年）八月升山东提学佥事。

## 家族
曾祖高德良。祖父高起，知州。父高溥，府经历。母赵氏，继母李氏。具庆下，兄巒、崑、璋、瑭、弟瑀、琛、瓒。